# Voïvodie de Polotsk
1504–1793
Entités précédentes :
- Grand-duché de Lituanie

Entités suivantes :
- Empire russe

La Voïvodie de Polotsk ou de Połock (en latin Palatinatus Polocensis, en lituanien Polocko vaivadija, en polonais Województwo połockie, en biélorusse Полацкае ваяводства) était une unité de division administrative et de gouvernement local dans la République des Deux Nations (au sein du Grand-Duché de Lituanie) ayant existé du XVe siècle jusqu'aux partages de la Pologne en 1793.

## Histoire

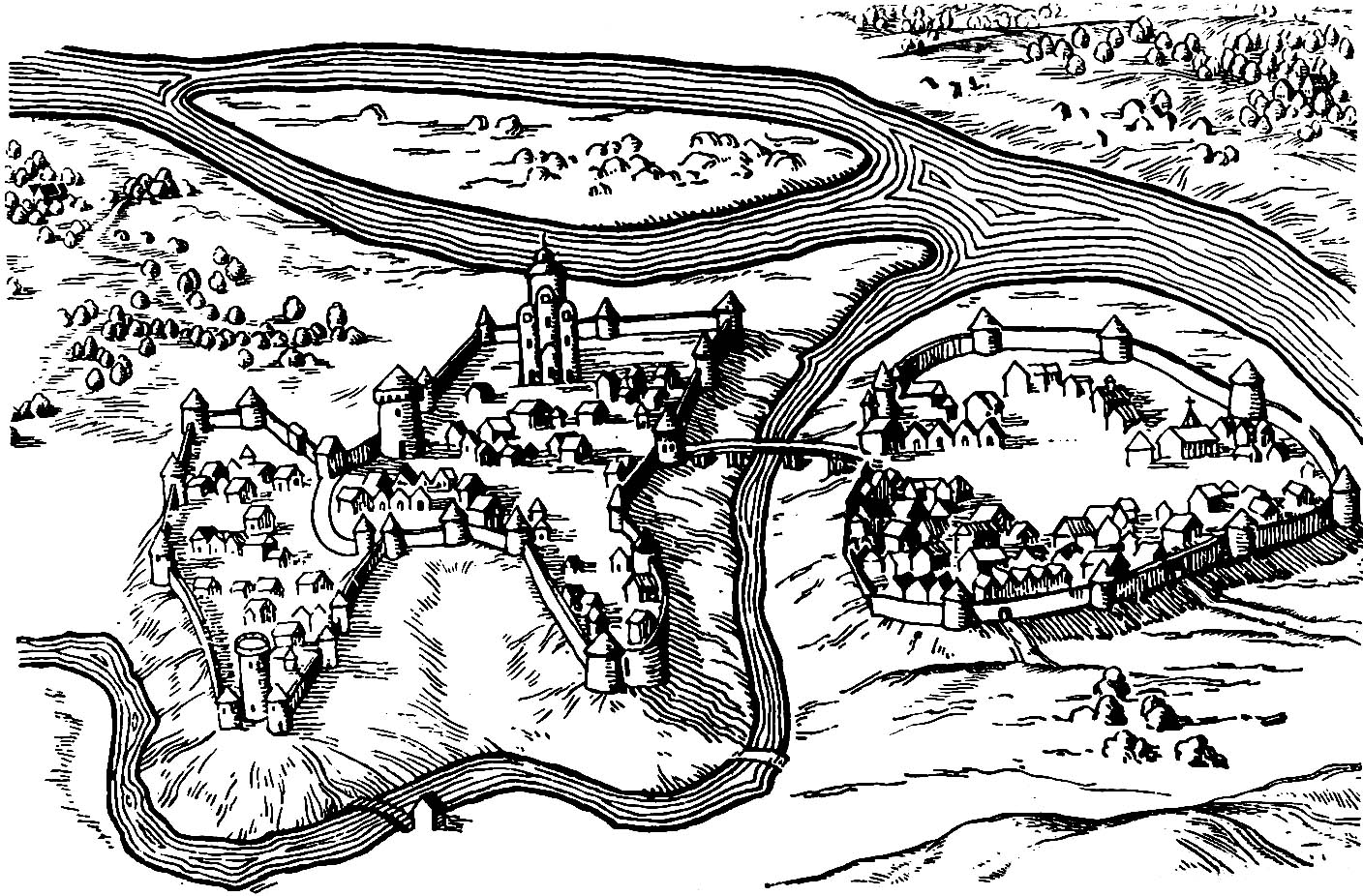
Połock, capitale de la voïvodie, au XVIe siècle

L'histoire de la voïvodie remonte à la Principauté de Polotsk, conquise par le Grand-Duché de Lituanie vers la fin du XIVe siècle ou le début du XVe siècle. À partir de 1504, l'ancienne Principauté fut reconnue comme voïvodie.
L'historien Zygmunt Gloger donne cette description de la voïvodie de Połock :

« Połock, en latin Polocia, Polocium, se trouve sur la rive droite de la Dvina et est considéré comme l'un des plus anciens gords de la Rus'. Au XIIIe siècle, la principauté de Polotsk était gouvernée par des princes de Kiev, mais vers 1225, elle fut saisie par les Lituaniens sous le commandement du duc Mindaugas (...) Le duc Vytautas fut nommé premier staroste de Połock, et vers 1500, le staroste fut rebaptisé voïvode de Połock, tandis que le duché fut transformé en voïvodie, divisée en deux par la Dvina (...)
La voïvodie avait deux sénateurs, qui étaient le voïvode et le châtelain de Połock (...) Comme elle n'était pas trop grande et que sa population n'était pas nombreuse, et qu'en plus sa capitale était sise en plein milieu, la voïvodie n'était pas divisée en comitats. Ses tribunaux étaient situés à Połock, où siégeaient également les sejmiks. La voïvodie de Połock avait deux envoyés à la Diète et deux députés au Tribunal lituanien ».

## Administration
Siège du gouverneur de la voïvodie (Wojewoda) :
- Polotsk

Division administrative :
- Cette voïvodie n'était pas divisée en comtés

Nombre de sénateurs :
- 2

Nombre d'émissaires à la Diète :
- 2

## Voïvodes
- Stanisław Hlebowicz
- Albertas Goštautas
- Stanisław Ościk
- Piotr Kiszka
- Jan Hlebowicz
- Stanisław Dowojno
- Mikolaj Dorohostajski
- Andrzej Sapieha
- Michał Drucki-Sokoliński
- Janusz Kiszka
- Alexandre Ludwik Radziwiłł
- Jan Karol Kopeć
- Kazimierz Jan Sapieha
- Jan Jacek Ogiński
- Dominik Michal Sluszka
- Stanislas Ernest Denhoff
- Alexandre Michal Sapieha
- Józef Sylwester Sosnowski
- Tadeusz Żaba

## Sources
- (en) Cet article est partiellement ou en totalité issu de l’article de Wikipédia en anglais intitulé « Polotsk Voivodeship » (voir la liste des auteurs).